# Marc Lévy (football)
Pour les articles homonymes, voir Lévy et Marc Lévy (homonymie).
Marc Lévy est un footballeur français né le 7 août 1961 à Alger (Algérie française).

## Biographie
Ce joueur évolue comme gardien de but, principalement à l'Olympique de Marseille.
Il succède à Gérard Gili durant la saison 1981-1982, alors que les Phocéens évoluent en Division 2. Il fait partie des Minots de Roland Gransart, qui sauvent l'OM et manquent alors de peu la montée. Cela n'est que partie remise : les Marseillais seront champions du groupe A de Division 2 en 1984.
Il est entraîneur des gardiens du Shanghai Shenhua en Chine en 2012.

## Carrière de joueur
- 1980-1984 : Olympique de Marseille (106 matches en 4 saisons de D2)
- 1984-1986 : Olympique de Marseille (40 matches en 2 saisons de D1)
- 1986-1989 : CS Meaux (en D3)
- 1989-1991 : FC Pau (en D3)[3]

## Palmarès
- Vainqueur de la Coupe Gambardella en 1979 avec l'Olympique de Marseille
- Vice-champion de France D2 en 1984 avec l'Olympique de Marseille